# Йоанис Никитас
Йоанис Никитас (на гръцки: Ιωάννης Νικήτας) е гръцки революционер, деец на гръцката въоръжена пропаганда в Македония.

## Биография
Йоанис Никитас е роден в битолското влашко село Магарево. Никитас е местен първенец в Мегарово и от началото на 1903 година оглавява влашка чета от мегаровци, търновци и други гъркомани от Битолско, с която действа срещу българските чети на ВМОРО. Четата му е активна в целия период на така наречената Македонска борба до 1908 година в Леринско, Битолско, Преспа и Мариово.